# Марисін (Воломінський повіт)
Марисін (пол. Marysin) — село в Польщі, у гміні Страхувка Воломінського повіту Мазовецького воєводства.
Населення — 40 осіб (2011).
У 1975-1998 роках село належало до Седлецького воєводства.

## Демографія
Демографічна структура станом на 31 березня 2011 року:
|          | Загалом | Допрацездатний вік | Працездатний вік | Постпрацездатний вік |
| -------- | ------- | ------------------ | ---------------- | -------------------- |
| Чоловіки | 22      | 2                  | 18               | 2                    |
| Жінки    | 18      | 2                  | 9                | 7                    |
| Разом    | 40      | 4                  | 27               | 9                    |